# Tengai Makyō: Ziria
Tengai Makyō: Ziria (天外魔境 ZIRIA?) es un videojuego de rol publicado por Hudson Soft, originalmente para PC Engine CD, el 30 de junio de 1989. Es la primera entrega de la serie Tengai Makyō, conocida en Occidente como Far East of Eden. Fue el primer RPG en aparecer en formato CD-ROM, y también el primero del género en presentar secuencias cinemáticas y voces. Además, para su banda sonora contó con la participación del afamado compositor japonés Ryūichi Sakamoto.
Entre 2004 y 2006 fue lanzado para diversas plataformas japonesas de telefonía móvil El 31 de julio de 2008 apareció para PSP dentro del recopilatorio Tengai Makyō Collection y el 20 de octubre de 2010 fue publicado en PlayStation Network (para PS3 y PSP) como parte de la serie Game Archives.
Además de las mencionadas conversiones, en el 2006 recibió un remake para Xbox 360 titulado Tengai Makyō Ziria: Haruka naru Jipang, que fue portado en 2010 a la plataforma móvil i-mode con el título Tengai Makyō Ziria Premium Edition.
Ninguna versión del juego ha sido editada fuera de Japón de forma oficial.
El argumento de Tengai Makyō: Ziria, que pone énfasis en el humor, tiene lugar en la época del Japón feudal y se inspira, al igual que los personajes, en la novela del folklore japonés Jiraiya Goketsu Monogatari.

## Otro Medio
En el Anime OVA, Tengai Makyō: Ziria Oboro Hen fue lanzada en VHS en 27 de julio de 1990.